# الدمنة (العراق)
الدمنة منطقة عراقية في جنوب شرق قضاء السلمان في محافظة المثنى في صحراء الحجرة بالبادية العراقية بجنوب العراق. وهي فيضة مساحتها 9.64 كيلومترات مربعة، يقطعها فالق تخاديد الثانوي.